# 加湿器

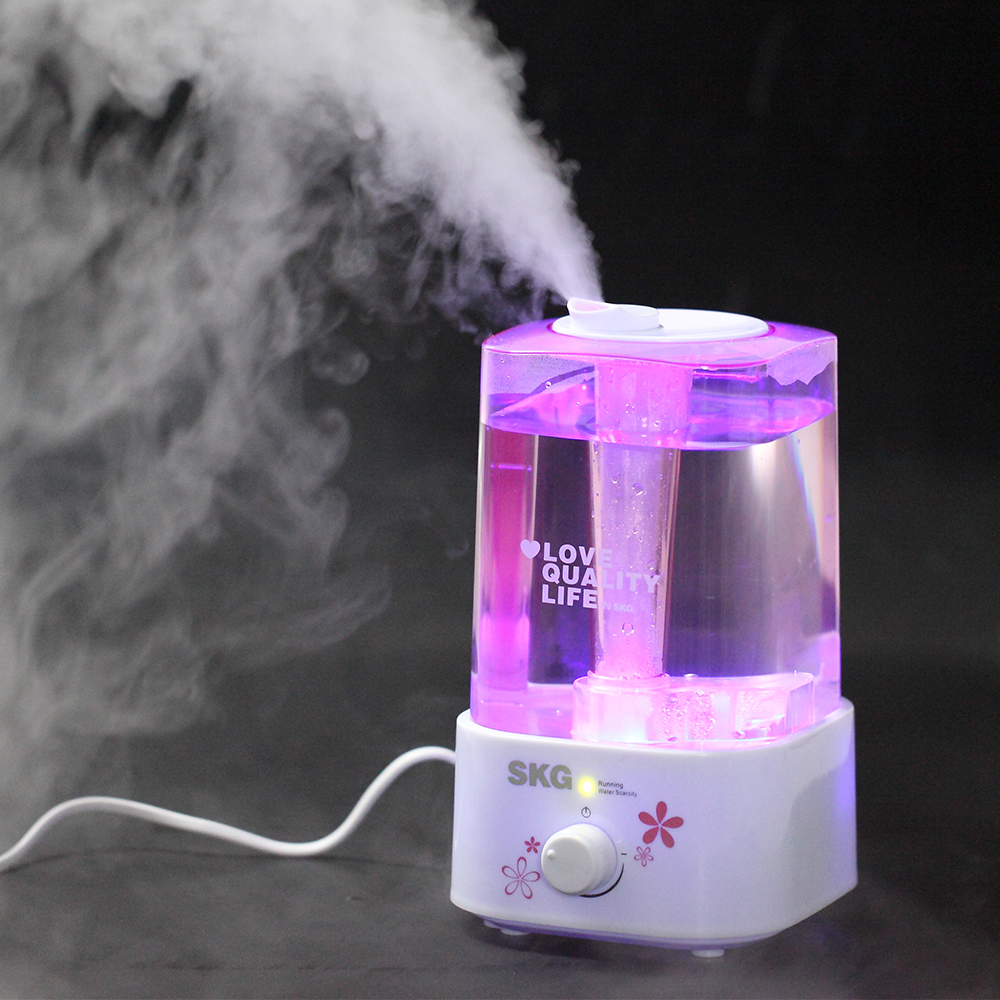
加湿器（超音波式）

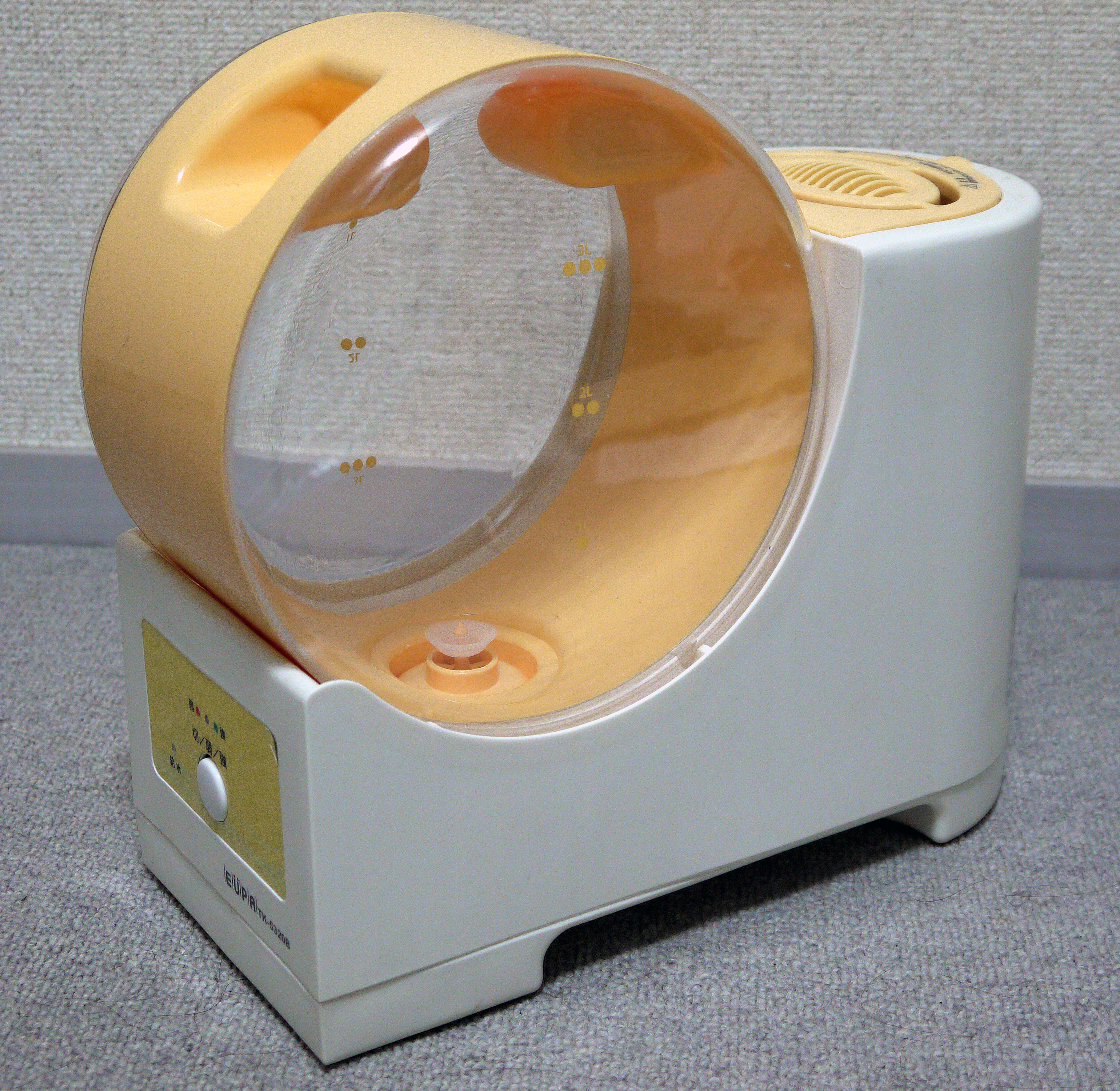
スチーム式加湿器

加湿器（かしつき、「加湿機」とも表記）とは室内気の加湿のために使う空気調和設備である。例えば日本の場合、空気が乾燥する冬季などによく使われる。機器内部に収容されている水分を空気中に放出し、加湿する。ストーブにやかんを置くといった構成も加湿器の一種といえる。また、寒い時など湿度が上昇することによって同じ室温でも体感的に暖かく感じるという利点もある。
なお、除湿機能を併せもったものは湿度調和機と呼ぶ（冷暖房機能まで併せもっている場合にはエアコンに分類される）。
日本メーカーの間では表記に揺れがあり、パナソニック（パナソニック エコシステムズ）、三菱電機、シャープは「加湿機」と表記している。
普及モデルの一部を除く大半の機種が好みの時間に加湿運転を終えられる切タイマー(2時間・4時間・6時間・8時間の選択式)を搭載しており、家庭用ハイパワーモデル上位機種と小容量パーソナルモデルでは好みの時間に加湿運転を始められる「入タイマー（2時間・4時間・6時間・8時間の選択式）」も併載している機種がある（途中「停電」・「タイマー動作前に手動で電源を切る」・「入タイマー動作前に電源プラグを抜く」いずれかがあるとタイマー設定は取り消される。入・切両方のタイマーを併用することも可能で、この場合の入タイマーは「切タイマーで電源が切れた時間から起算して動作」する。ただし時計機能は非搭載のため、入・切タイマーは「何時間後」方式の簡易タイマー。タンク・トレー内の水が途中で空になると設定時間より前に加湿運転を終えるので、特に切タイマー運転時はあらかじめ余裕を持って給水しておく）。
加湿フィルターとプレフィルター（本体内へのホコリ侵入を防ぐエアフィルター）は、生産終了機種にも適合する純正品が各メーカーよりサービスパーツとして販売されている（モデルチェンジのためサービスパーツ型番・販売価格・色は当該機種発売当時と異なる場合あり。当該機種に適合するサービスパーツが生産終了となった場合は、製品自体を最新機種へ買い替える形となる。補修用性能部品は当該機種の生産終了後6年間保有）。なお加湿フィルターの寿命はメーカーにより異なっており、最長3年使えるメーカーと10年使えるメーカーとに二分されている。
トレー内に付いているフロートが外れると・タンク蓋に付いているバネが押されず本体内へ水が供給されないので、フロートが外れた場合は必ず元通り取り付けると共に、フロートを（梱包材と間違え捨てるなどして）紛失させないよう十二分注意する。
雑菌・カビ・水垢の繁殖と加湿器肺炎（雑菌の空中飛散による喘息など）防止のためタンクの水は毎日交換すると共に・トレーに溜まった水は毎日捨て、タンクに入れる水は必ず「塩素殺菌消毒された水道水」を用いると共に、加湿フィルター・プレフィルター・本体トレーは月1回以上洗浄するよう指示されている（タンクや本体の変形・穴あきによる水漏れ防止のため、40度以上の熱湯は使用禁止。健康被害防止の観点から・加湿器タンク&トレーに入っていた水は飲用に用いず、洗浄や植物への水やりなど雑用水として用いる。長期間手入れがされず・連続運転時間が約10日間=240時間経つと「お手入れランプ」が点灯し、手入れ完了後にリセットボタンを押すまで運転を強制停止。お手入れランプ点灯前に洗浄などをした場合も、手動で運転開始後にリセットボタンを押せば連続運転時間計算がリセットされる）。シーズンオフで長期保管する場合、加湿フィルター・トレー・タンクは洗浄後、カビ発生防止のため数日間陰干しで自然乾燥させる必要がある（加湿器用洗剤または台所用中性洗剤を用いてタンクやトレーを洗った場合、必ず十分にすすぎ洗剤が残らないようにする。日なたで直射日光に当てて乾燥させると変色するおそれがある他、ドライヤーなどの熱風で急速乾燥させると縮むおそれあり。加湿フィルターを本体内送風で急速乾燥可能な「フィルター乾燥ボタン」を搭載したメーカー・機種もある）。

## 気化式
気化式は、常温の水を蒸発させることにより加湿を行うものである。上水を使用することが定められている。また、不使用時のエレメントの乾燥や定期的な清掃が必要である。
エネルギーの使用量が少ない。気化熱により温度が低下するために内部発熱の大きな用途に適する。または低温排熱を利用することも可能である。
水噴霧式より制御性は悪いが、空調機組込型の場合消費電力が小さいためオフィスビルの空調等で広く採用されている。また、近年では空気清浄機に組み込まれるケースも増えている。
- 透湿膜式：水蒸気のみを透過する膜を通じて水と空気を接触させるもの。
- 滴下浸透式：水分を含む性質を持ったフィルターに水を滴下させながら通風することにより蒸発させるもの。
- 毛細管式：フィルタに毛細管現象で水を吸い上げて通風することにより蒸発させるもの。
- 回転式：水を含む性質を持った回転円盤を回転させて水槽で吸水-通風乾燥を交互に繰り返すことで蒸発させるもの。

## 水噴霧式
水噴霧式は、常温の水を微細な水滴にすることにより加湿を行うものである。噴霧された水分が気化し水に含まれるカルシウム・マグネシウム硬度分などの不純物が空気中に浮遊し物品に付着することを防止するために純水器での水処理や、雑菌が空気中に放出（加湿器病）されたりすることを防止するため水槽の紫外線ランプでの殺菌・定期的な自動排水などが組み合わされて使用される。
気化式より制御性がよいため農作物の栽培・低温貯蔵、繊維・紙・印刷工場など空気清浄度の要求されない内部発熱の大きな厳しい湿度管理の必要なところに使用される。
- 超音波式：超音波振動子を用いて水を霧状にし、送風機で拡散させるもの（超音波霧化）。
- 遠心式：回転円盤の遠心力で水を霧状にし、送風機で拡散させるもの。
- 高圧スプレー式：高圧ポンプにより加圧した水を機器の中へ噴出して蒸発させ、水滴をエリミネータで分離して加湿空気を送風するもの。
- 2流体噴霧式：圧縮機により加圧した空気で水を吸い込み機器の中へ噴出して蒸発させるもの。

## 蒸気式
蒸気を利用して加湿する方式である。制御が簡単であり、加湿の効率が良い。
湿度とともに温度を上昇させるため、内部発熱の大きな用途には不向きである。
- 蒸気配管式
  - 二重管式：ボイラーで発生した蒸気を二重管内に吹き込み不純物や水滴を分離し、水分だけを機器内に吹き込むもの。
  - 間接式：ボイラーで発生した蒸気の熱で純水器で水処理した水を蒸気発生器で清浄な蒸気に変換し機器内に吹き込むもの。
- 電熱式：水を投げ込み型電熱器で加熱し蒸気を発生させる方式。電力を用いて蒸気を発生させるタイプでは制御性に優れる。消費電力が大きい。
  - パン型加湿器：空調機に組み込まれた小型の電熱式のもの。
- 電極式：水に交流電力を通すことで水自体を発熱させ、蒸気を発生させる。
- マイクロ波式 : 電子レンジの原理を用いて水を蒸発させる。
- 燃焼式 : プロパンガスやカセットガス、または灯油を燃料とする方式。超音波式のようなカビの心配もなく、電熱式のように光熱費も高くないのがいいとされる。但し灯油・ボンベなら補充・交換が、都市ガスなら配管が必要になる。[要出典]

## 家庭用の加湿器
一般家庭向けの加湿器、すなわち家電としての加湿器は主に以下のようなものがある。
スチームファン式・スチーム式
電熱により水を沸騰させてそのスチームを送風機（ファン）によって放出・拡散させるもの。ファンを用いないもの（上記の電極式に多い）は単にスチーム式という。市場価格が二千円前後の安価な加湿器はスチーム式が多い。加湿能力が大きいが常時煮沸状態のため消費電力も高めである。消費電力は200〜300ワットと小型の電気ストーブほどあり、1時間あたり約9〜10円の電気代がかかる場合もある。放出されるのは沸騰後の蒸気であり、比較的にカビや雑菌の繁殖が抑えられている。使用時やスイッチ停止後もしばらくは高温の熱湯や蒸気が本体に貯まっているので注意する必要がある。
なお、一部の電気ストーブやファンヒーターなどで加湿機能として組み込まれたケースもある。加湿器単体ではハイブリッド式や気化式に取って代わられる形で減少しており、生産より撤退するメーカーが相次いでいる。
超音波式
超音波によって水を微細な粒子にして放出するもの。消費電力が小さく加熱した蒸気を放出しない安全性があり、本体サイズを小さくできるなど数々のメリットがある。水に含まれるものすべてを空中に放出するのが特徴であり、アロマエキスを入れておくことで香りを楽しむことなどもできる。
水に含まれるミネラルや貯水タンク内の雑菌などもすべて放出するためで、水道水のミネラルが析出して白粉が大量発生し電子機器の故障原因や部屋の汚染の原因となったり、繁殖したレジオネラ菌などの雑菌による肺炎や熱性疾患が発生するなど、加湿器病の原因になるとして注意が喚起されている。新潟市で超音波加湿器を使用していた男性が2007年10月上旬にレジオネラ症で死亡した。この件について同市は同年11月21日、家庭用の超音波式加湿器が感染源の可能性が高いと発表した。同市保健所によると、死亡した男性の痰（たん）の菌と部屋で使用していた超音波式加湿器に付着していた菌の遺伝子パターンが一致した。そのため、最近は大手メーカーではほとんど採用されていない。
この対策として浄水器などを通してカルキ成分を抜いたり、金属イオンや紫外線殺菌灯などを用いて雑菌の繁殖を抑える商品が登場してきている。花粉やインフルエンザも予防できる殺菌水を放出するタイプのものは病院やレストランなどの業務用として使用されている。
気化式（ヒーターレスファン式）
送風機により水を含んだ目の粗いスポンジ状のフィルターや不織布などに空気を通して加湿するもの。消費電力は小さいが加湿能力も小さい。そのため、製品としては本体が大きくなるか、ファン（インペラー）の騒音がうるさくなりやすい。ファンを用いない自然気化式もある。フィルターにカビが発生したりしやすいため、タンクの水を除菌したり、フィルターに抗菌コートを施したりする製品が多い。また、水道水に含まれるミネラルにより目詰まりを起こすため、定期的なフィルター交換が必要となる。
ハイブリッド式
基本的には気化式であるが、湿度が低下した場合に他の方法に切り替えるもの。気化フィルターに含ませる水をお湯にするものや、電熱により送風する空気を温めてフィルターを通すもの(気化式＋温風気化式)などがある。装置が複雑になるため、他の方式に比べ高価である。ヒーター付き機種の場合、電源を切っても本体内部の温度を下げるためファンが約1分間回るので、電源プラグはファン停止を確認してから抜く（いきなりプラグを抜いての強制終了は機器故障のおそれあり）。
特殊なもの
上記の噴霧方式のうち遠心式に相当する機器もあるが、「マイナスイオン」なるものを発生するイオンコンディショナーと称して販売されている。

## 添加剤など
加湿器のタンク内の水に添加して使用する各種の薬剤やアロマオイルなどが販売されている。ただし、使用できる加湿器は限定され、非対応の加湿器に使用した場合には、機器の破損等につながる。このため、使用する際はメーカーの取扱説明書などを確認して十分注意する。
- 精油（アロマオイル）
- 除菌剤 - 放出水分の除菌を謳う商品や、室内の除菌を謳う商品などがある。韓国ではPHMG化合物を使った加湿器用殺菌剤が広く使われていたが、それが原因の死亡事案が相次いだため2011年に禁止された[4]。

## 日本国内の主要加湿器メーカー

### 現在生産中
- パナソニック エコシステムズ - スチーム式とハイブリッド式機種の生産は終了し、現在はヒーターレスの気化式のみ生産。上位機種は「ナノイー」を搭載。大容量タンクを搭載した業務用モデルも国内で唯一生産。加湿フィルター急速乾燥機能は全機種非搭載なので、シーズンオフでの長期収納時は加湿フィルターを陰干しで自然乾燥させる。現行モデルは切タイマーのみ搭載・加湿フィルター寿命最長約10年のFE-KX07/05・KF07・KXP23/20・KXF15のみで、入タイマー付き小容量パーソナルモデルはFE-KFU03を最後に2021年限りで生産終了。
- シャープ - プラズマクラスター加湿器。スチーム式機種の生産は終了し、現在は気化式とハイブリッド式のみ生産。「プラズマクラスターイオンボタン」および「プラズマクラスターシャワーボタン」を押せば、タンクに水を入れなくてもプラズマクラスター単独での運転が可能。タイマーは小容量パーソナルモデル含め全機種「切」のみ。上位機種(リビング用70/50/75/55シリーズ)は加湿フィルターを本体内送風で1時間かけて急速乾燥可能な「フィルター乾燥ボタン」を搭載している（トレー及びタンク内の水を抜かないと・エラー表示が出てフィルター急速乾燥不可。小容量パーソナルモデル「30シリーズ」はフィルター急速乾燥機能非搭載なので、シーズンオフなどでの長期収納時はフィルターを陰干しで自然乾燥させる）。製造当初～2017年モデル（HV-Gシリーズ）までは横型だったが・2018年（HV-Hシリーズ）以降モデルからは縦型に変更され、水タンクを外さなくても市販のやかん・ポットなどを用いて本体上部より直接給水できるようになっている（タンクの変形・破損による水漏れで機器が故障するのを防ぐため、40度以上の熱湯は使用禁止。満水ラインを超えると、水が本体内へ侵入することによる故障防止のため・警告音とエラー表示が出て運転を強制停止するので、その場合はタンク内の水量を満水ライン以下まで減らす）。現行モデルは縦型機種「HV-R120/T75/T55」のみで、小容量パーソナルモデル「30シリーズ」はHV-R30を最後に2022年限りで生産終了。加湿フィルター寿命は最長約3年。サービスパーツのうち、2017年以前製造機種用プレフィルター（エアフィルター）は2023年限りで供給終了。
- コロナ - 気化式とハイブリッド式のみを生産。上位機種は本体内送風で加湿フィルターを急速乾燥可能な「フィルター乾燥ボタン」を搭載。タイマーは全機種「切」のみ。
- トヨトミ - 気化式・ハイブリッド式・スチーム式機種の生産は終了し、現行機種は小容量パーソナルモデルの超音波式「TUH-N35M」と霧化器「JEH-N35」のみ。入・切タイマーは全機種非搭載。
- ダイニチ工業 - ハイブリッド式(気化式＋温風気化式):日本国内で生産。上位機種は入・切タイマーを搭載（普及モデルは切タイマーのみ）。
- 山善 - スチーム式・ハイブリッド式・超音波式機種を生産。スチーム式は市販のペットボトルを水タンクとして使える機種を販売。上位機種は切タイマーを搭載しているが、普及モデルはタイマー機能非搭載。
- アイリスオーヤマ - スチーム式機種の生産は終了し、現在は気化式・ハイブリッド式・超音波式機種を生産。
- スリーアップ
- 三菱重工冷熱 - スチーム式のみ。
- 象印マホービン - スチーム式のみ。

### 生産より撤退
- 東芝ライフスタイル - 気化式・ハイブリッド式機種の生産は2014年限りで終了。子会社の東芝エルイートレーディングが生産していたスチーム式パーソナルモデルも「TKA-S60A/S45A」を最後に2023年限りで販売終了。東芝ストアーではパナソニック・シャープ・コロナ・トヨトミ・山善・アイリスオーヤマ・ダイニチなどの他社製品を販売。
- 日立グローバルライフソリューションズ- 2020年限りで撤退。日立チェーンストールではパナソニック・シャープ・コロナ・トヨトミ・ダイニチ・山善・アイリスオーヤマなどの他社製品を販売。
- 三菱電機 - 2010年限りで撤退。三菱電機ストアーではパナソニック・シャープ・コロナ・トヨトミ・ダイニチ・山善・アイリスオーヤマなどの他社製品を販売。
- 三洋電機 - パナソニック完全子会社化に伴い2011年限りで生産終了(「SANYO」ブランドも廃止され親会社のパナソニック製品に吸収合併)。サービスパーツ供給とアフターサービスも2021年までに完全終了し、現在はパナソニックHP内での「SANYO」ブランド製品取説ダウンロードのみ可。
- タイガー魔法瓶